# Citroenpieper
De citroenpieper (Macronyx sharpei) is een zangvogel uit de familie Motacillidae (piepers en kwikstaarten). De vogel werd in 1904 geldig beschreven door Frederick John Jackson. Het is een bedreigde, endemische vogelsoort in Kenia.

## Kenmerken
De vogel is 16 tot 17 cm lang en lijkt sterk op een pieper, die zich voornamelijk laag bij de grond ophoudt. Van boven is hij oranjebruin gestippeld en gestreept en van onder is hij geel. De buitenste staartpennen zijn wit.

## Verspreiding en leefgebied
Deze soort is endemisch in graslanden in het hooggebergte van Kenia en aangrenzend Oeganda tot op 2800 m boven zeeniveau, zoals het berggebied rond Mount Kenya en Mount Elgon.

## Status
De citroenpieper heeft een beperkt verspreidingsgebied en daardoor is de kans op uitsterven aanwezig. De grootte van de populatie werd in 2016 door BirdLife International geschat op 6 tot 15 duizend individuen en de populatie-aantallen nemen af door habitatverlies. Het leefgebied wordt omgezet in gebied voor agrarisch gebruik, houtteelt en menselijke bewoning. Om deze redenen staat deze soort als bedreigd op de Rode Lijst van de IUCN.